# دوچرخه‌سواری در بازی‌های آسیایی ۲۰۱۴
دوچرخه‌سواری در بازی‌های آسیایی ۲۰۱۴ در اینچئون در کره جنوبی برگزار شد. تاریخ برگزاری این رقابت‌ها ۲۳ ستامپر تا ۳ اکتبر ۲۰۱۴ بود.

## جدول مدال
| رتبه  | کشور      | طلا | نقره | برنز | مجموع |
| ۱     | چین       | ۵   | ۶    | ۵    | ۱۶    |
| ۲     | کره جنوبی | ۳   | ۴    | ۱    | ۸     |
| ۳     | ژاپن      | ۲   | ۳    | ۴    | ۹     |
| ۴     | هنگ کنگ   | ۲   | ۱    | ۳    | ۶     |
| ۵     | تایلند    | ۲   | ۰    | ۰    | ۲     |
| ۶     | ایران     | ۱   | ۱    | ۱    | ۳     |
| ۷     | چین تایپه | ۱   | ۰    | ۳    | ۴     |
| 8     | قزاقستان  | ۱   | ۰    | ۰    | ۱     |
| 8     | فیلیپین   | ۱   | ۰    | ۰    | ۱     |
| ۱۰    | مالزی     | ۰   | ۱    | ۱    | ۲     |
| ۱۱    | قرقیزستان | ۰   | ۱    | ۰    | ۱     |
| ۱۲    | ویتنام    | ۰   | ۱    | ۰    | ۱     |
| مجموع | مجموع     | ۱۸  | ۱۸   | ۱۸   | ۵۴    |